# Gabriel Gaudin
Gabriel Gaudin (24 augustus 1919 – La Roche-sur-Yon, 28 april 1999) was een Frans wielrenner.

## Belangrijkste overwinningen
1943
- Parijs-Nantes
- Parijs-Tours

1946
- Circuit de la vallée de la Loire

1951
- Circuit des Deux-Sèvres

1953
- Circuit de la vallée de la Loire
- Circuit de la Vienne

## Resultaten in voornaamste wedstrijden
| Jaar | Parijs-Roubaix | Parijs-Tours |
| ---- | -------------- | ------------ |
| 1943 |                | Goud         |
| 1947 |                | 26e          |
| 1949 | 12e            | 16e          |
| 1950 |                | 12e          |